# Miệng người
Trong giải phẫu người, miệng là phần đầu tiên của ống tiêu hóa, một phần của hệ tiêu hóa, là nơi tiếp nhận thức ăn và sản xuất nước bọt. Niêm mạc miệng là biểu mô niêm mạc lót bên trong khoang miệng.
Ở người, miệng không chỉ hỗ trợ tiêu hóa thức ăn mà còn đóng vai trò quan trọng trong giao tiếp. Mặc dù giọng nói được hình thành chủ yếu là từ họng, nhưng các bộ phận như lưỡi, môi và xương hàm dưới cũng rất cần thiết để tạo ra dải âm thanh thuộc ngôn ngữ của con người.
Miệng có hai vùng, vùng tiền đình và vùng khoang miệng. Miệng thường ẩm ướt, được lót bằng niêm mạc và chứa răng. Môi là phần đánh dấu sự chuyển tiếp từ niêm mạc sang da.

## Cấu trúc

### Khoang miệng

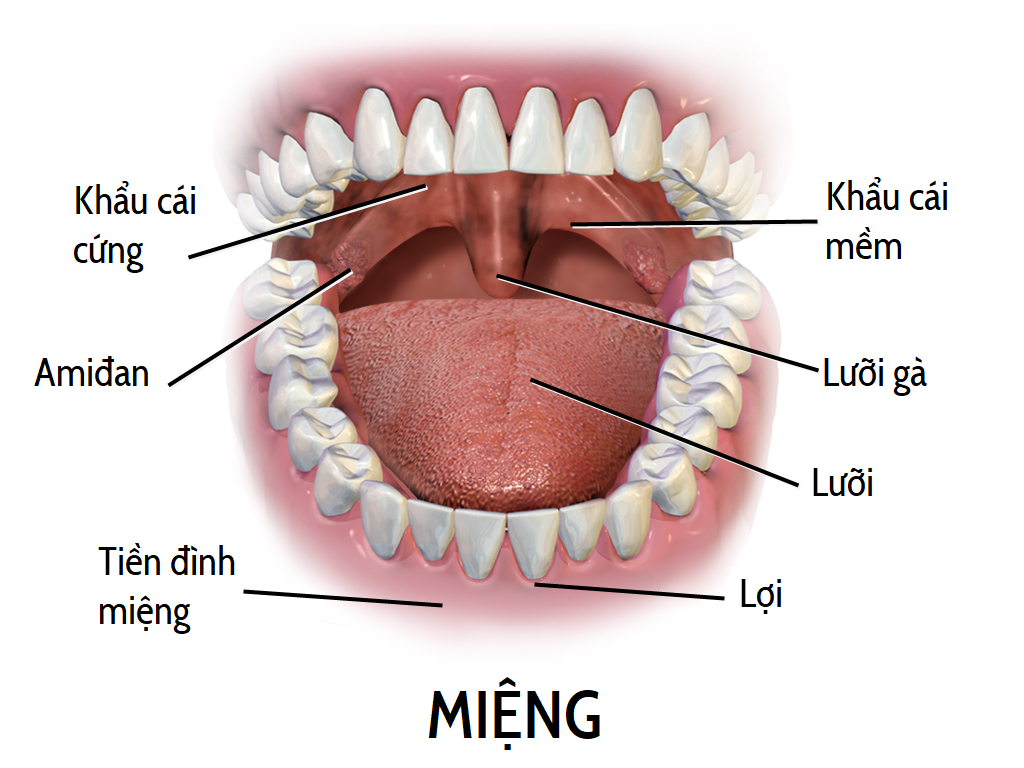
Giải phẫu miệng.

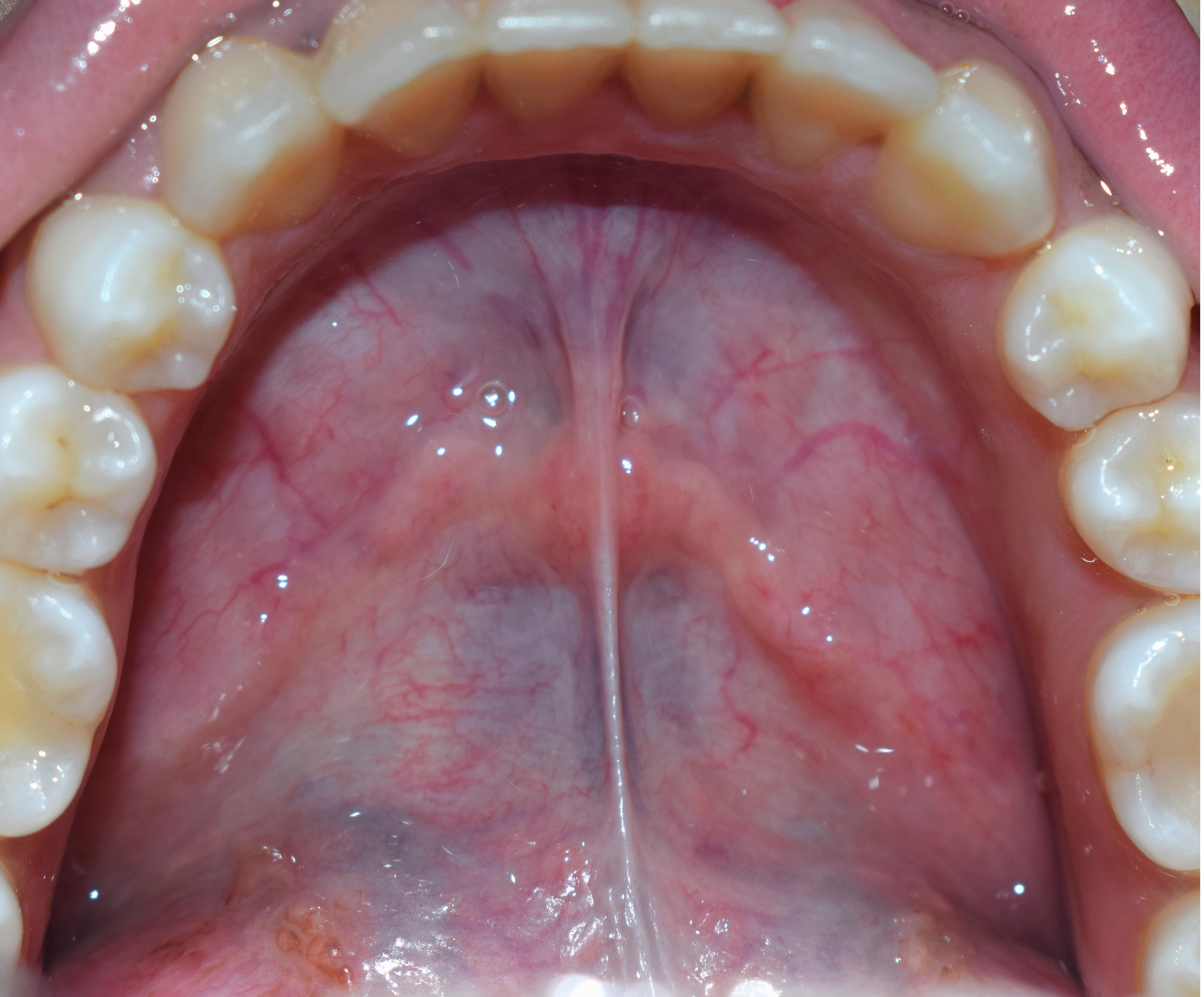
Sàn của miệng với hãm lưỡi và nhú dưới lưỡi.

Miệng gồm 2 vùng: tiền đình và khoang miệng. Tiền đình là vùng nằm giữa răng, môi và má. Khoang miệng được giới hạn ở hai bên và phía trước bởi mỏm ổ răng (alveolar process, chứa răng) và phía sau bởi eo họng. Trần khoang miệng là khẩu cái cứng ở phía trước và khẩu cái mềm ở phía sau. Lưỡi gà (uvula) nằm ở phía sau. Sàn khoang miệng là cơ hàm-móng cấu tạo chủ yếu nên lưỡi. Niêm mạc miệng nằm ở dưới lưỡi đến nướu, lót mặt trong của hàm (xương hàm dưới). Đây là nơi nhận chất tiết từ các tuyến nước bọt dưới hàm và dưới lưỡi.

### Đường miệng (Orifice)

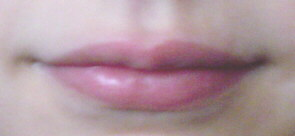
Miệng người khi khép.

Khi ngậm, đường miệng là đường nằm giữa môi trên và môi dưới. Trong biểu cảm khuôn mặt, đường miệng này có hình dạng tựa như hình parabol ngửa khi cười và hình parabol úp khi cau mày. Miệng nhếch xuống có nghĩa là đường miệng tạo thành hình parabol úp xuống. Miệng nhếch xuống có thể là một phần biểu hiện của hội chứng Prader–Willi.

### Thần kinh chi phối
Răng và nha chu (tức là các tổ chức quanh răng) được chi phối bởi các nhánh hàm trên và hàm dưới của dây thần kinh sinh ba. Răng hàm trên và dây chằng quanh răng do dây thần kinh răng trên gồm các nhánh: dây thần kinh huyệt răng trên sau, thần kinh huyệt răng trên trước và có thể có thần kinh huyệt răng trên giữa. Các dây thần kinh này tạo thành đám rối thần kinh huyệt răng trên (superior dental plexus).
Răng hàm dưới và dây chằng quanh răng do thần kinh huyệt răng dưới, một nhánh của nhánh hàm dưới thần kinh sinh ba chi phối. Dây thần kinh này chạy bên trong hàm dưới, trong ống hàm dưới, cho các nhánh đến tất cả các răng dưới (đám rối thần kinh huyệt răng dưới, inferior dental plexus). Niêm mạc miệng của nướu (lợi) trên môi của răng cửa hàm trên, răng nanh và răng tiền hàm được chi phối bởi các nhánh môi trên của thần kinh dưới ổ mắt. Thần kinh huyệt răng sau trên chi phối cho nướu và mặt trước răng hàm trên. Nướu trên vòm miệng răng hàm trên thì được chi phối bởi thần kinh khẩu cái trước (greater palatine nerve) tách ra từ thần kinh mũi-khẩu cái (nasopalatine nerve) chỗ răng cửa. Nướu mặt lưỡi của răng hàm dưới do thần kinh dưới lưỡi, một nhánh của thần kinh lưỡi. Nướu trên mặt của răng cửa hàm dưới và răng nanh chi phối bởi thần kinn cằm (dây thần kinh có nguồn gốc từ thần kinh huyệt răng, xuất phát từ lỗ cằm. Nướu của mặt bên (má) của răng hàm dưới do thần kinh miệng chi phối.

### Phát triển
Nhân trung là mặt dốc theo hướng dọc, nằm ở môi trên, hình thành từ mỏm nasomedial (tạm dịch là mỏm giữa mũi, thuộc mỏm trán-mũi) và mỏm hàm trên trong quá trình phát triển phôi thai người. Khi các mỏm này không hợp nhất hoàn toàn, trẻ con sinh ra có thể bị sứt môi hoặc hở hàm ếch (hoặc cả hai).

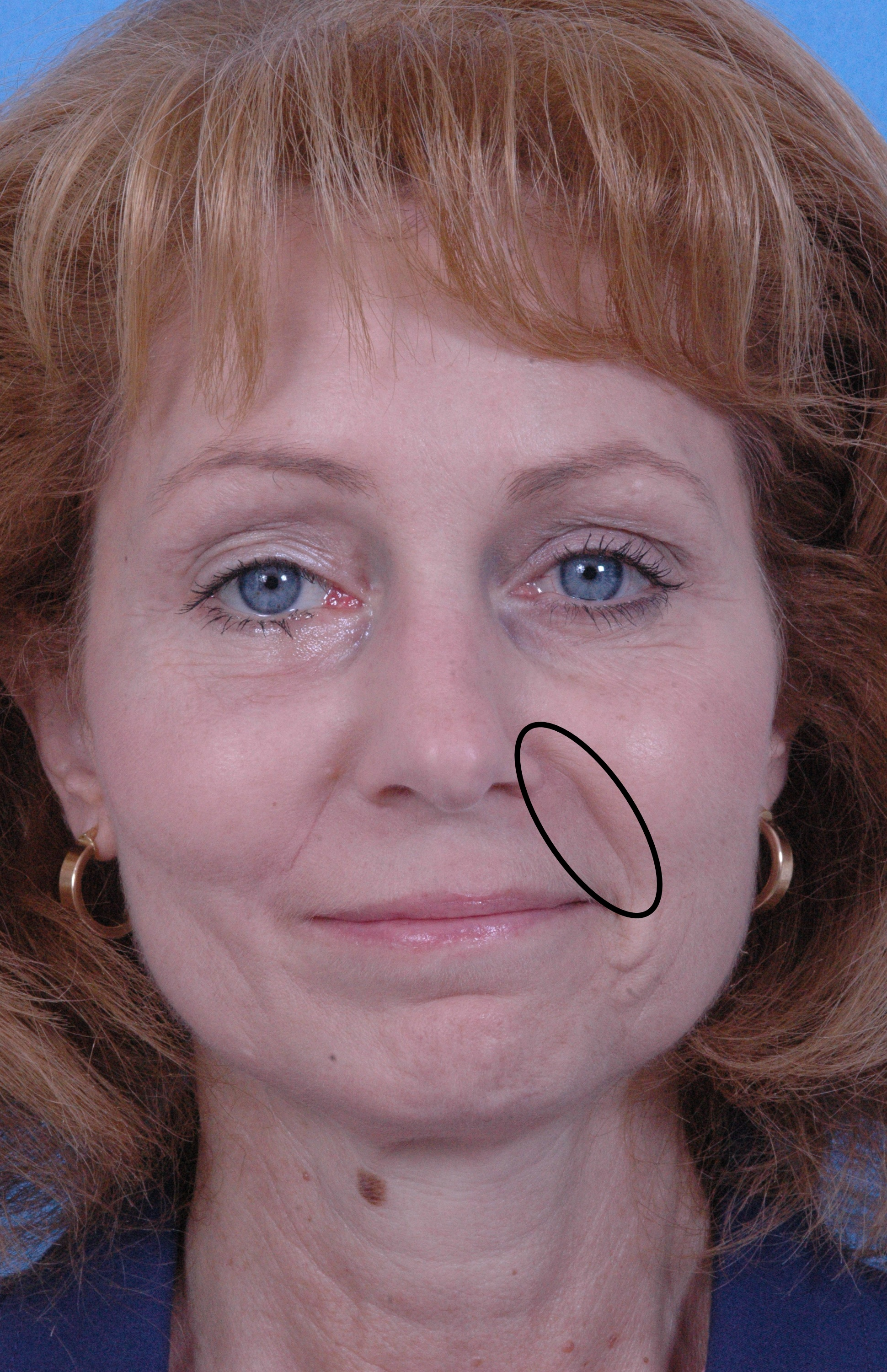
Nếp nhăn mũi

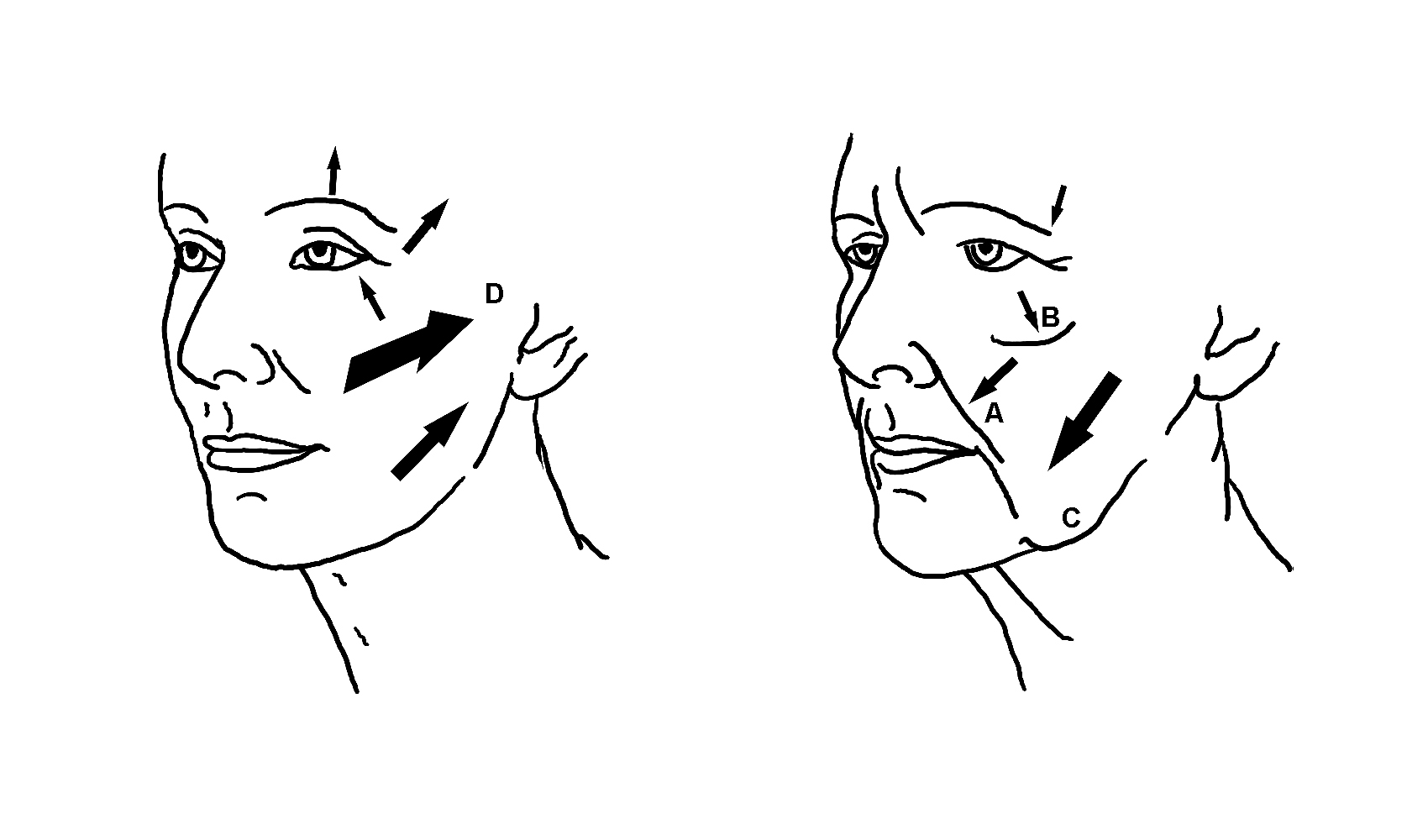
Nếp nhăn mũi rõ nét hơn khi lão hóa

Nếp nhăn mũi là nếp nhăn sâu của mô kéo dài từ mũi đến hai bên miệng. Một trong những dấu hiệu đầu tiên của lão hóa trên khuôn mặt con người là sự gia tăng các nếp nhăn mũi.

## Chức năng
Miệng đóng vai trò quan trọng trong việc ăn, uống và nói. Thở bằng miệng là cách thở tạm thời khi thở bằng mũi gặp cản trở.
Đối với một số người khuyết tật, đặc biệt là nhiều nghệ sĩ khuyết tật do ốm đau, tai nạn hoặc do bẩm sinh, miệng là bộ phận thay thế tay khi đánh máy, nhắn tin, viết, vẽ tranh. Họa sĩ vẽ miệng giữ bút lông trong miệng hoặc giữa hai hàm răng và điều khiển nó bằng lưỡi và cơ má. Vẽ bằng miệng có thể gây khó khăn cho cơ cổ và cơ hàm vì đầu luôn phải thực hiện chuyển động qua lại giống như tay khi vẽ.
Trung bình miệng nam giới có dung tích 71,2 ml trong khi miệng của nữ giới có dung tích 55,4 ml.